# Bartolomeo Vecchione
Bartolomeo Vecchione (attivo all'incirca dalla metà del XVIII secolo) è stato un ingegnere e architetto italiano.

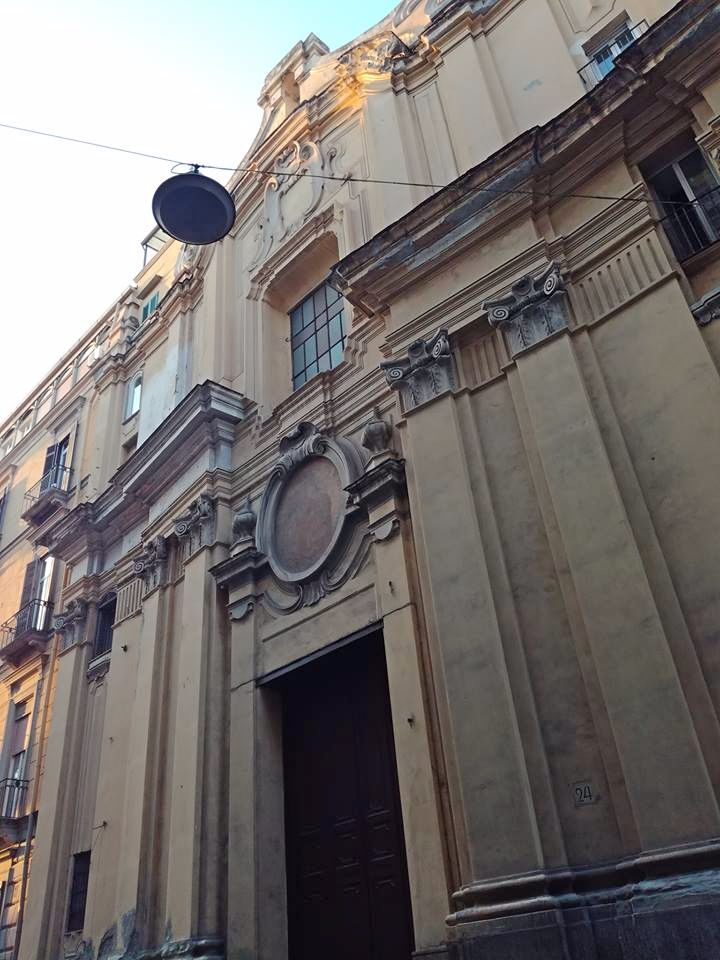
Facciata della chiesa della Concezione al Chiatamone

Bartolomeo Vecchione è il fratello minore di Luca egli collabora a molti progetti come direttore del cantiere, è anche ingegnere regio.

## Biografia
Notizie riguardanti la sua formazione sono pressoché sconosciute, è certo che sia stato influenzato dai modi stilistici di Ferdinando Sanfelice ed abbia avuto un approccio con l'architettura di Luigi Vanvitelli, creandosi uno stile del tutto personale.
Prime notizie sull'operato del Vecchione si ebbero negli anni quaranta del XVIII secolo, tra il 1747 e il 1751 progettò l'apparato decorativo della farmacia del Complesso degli Incurabili con la collaborazione di Crescenzo Torchese come esecutore delle opere plastiche. Sul progetto della farmacia l'ingegnere si soffermò sulle norme igieniche. Negli stessi anni realizzò l'intervento di restauro della chiesa di San Francesco delle Monache con la realizzazione di un atrio in stucco e marmo preceduto da una cancellata in piperno eseguita dal Torchese.
Tra gli anni cinquanta e gli anni sessanta è attivo nelle campagne del napoletano e specialmente a Giugliano in Campania dove nella chiesa Chiesa dell'Annunziata è attivo come perito durante l'ampliamento del complesso, nel 1767 periziò la conclusione dell'altare maggiore della chiesa di Giugliano. Nel 1758, a Napoli, terminarono i lavori presso la chiesa dell'Immacolata e San Vincenzo dove realizzò anche una cortina di abitazioni in via San Vincenzo, a sinistra della chiesa. Nel 1766 redasse un progetto per convogliare la lava dei Vergini, che passava lungo un canalone situato al centro dell'attuale via Foria, in una fogna e al termine del percorso che arriva al Real Albergo dei Poveri risale in superficie per poi esse scavalcato da un ponte. Un progetto simile fu presentato il 2 dicembre del 1765 dall'ingegnere Luca Arinello. A metà secolo risale l'intervento della chiesa della Concezione al Chiatamone.
Nel 1769 è insieme a Carlo Zoccoli e Gaetano Barba come ingegnere perito sul quale presentò una relazione sul dissesto della facciata del palazzo del Banco con l'oratorio. In questo periodo risale anche il rifacimento della facciata chiesa della Pietà dei Turchini e dal 1771, insieme a Felice Bottiglieri, fu nominato revisore dei conti dell'arciconfraternita della Chiesa della Santissima Trinità dei Pellegrini.